# Michail Sergatjov
Michail Aleksandrovitj Sergatjov, ryska: Михаил Александрович Сергачёв, född 25 juni 1998, är en rysk professionell ishockeyback som spelar för Utah Mammoth i National Hockey League (NHL).
Han har tidigare spelat för Montreal Canadiens, Tampa Bay Lightning och Utah Hockey Club i NHL; Windsor Spitfires i Ontario Hockey League (OHL) samt Irbis Kazan i Molodjozjnaja chokkejnaja liga (MHL).
Sergatjov draftades av Montreal Canadiens i första rundan i 2016 års draft som nionde spelare totalt.
Den 15 juni 2017 meddelade Montreal Canadiens att de hade skickat Sergatjov till Tampa Bay Lightning i utbyte mot forwarden Jonathan Drouin.
Han vann Stanley Cup med Tampa Bay Lightning för säsongerna 2019–2020 och 2020–2021.

## Statistik
| 2014–2015  | Irbis Kazan         | MHL        | 25  | 2  | 6   | 8   | 18  | 2   | 0 | 0  | 0  | 0  |
| 2015–2016  | Windsor Spitfires   | OHL        | 67  | 17 | 40  | 57  | 56  | 5   | 2 | 3  | 5  | 8  |
| 2016–2017  | Montreal Canadiens  | NHL        | 4   | 0  | 0   | 0   | 0   | —   | — | —  | —  | —  |
|            | Windsor Spitfires   | OHL        | 50  | 10 | 33  | 43  | 71  | 7   | 1 | 2  | 3  | 10 |
| 2017–2018  | Tampa Bay Lightning | NHL        | 79  | 9  | 31  | 40  | 38  | 17  | 2 | 3  | 5  | 12 |
| 2018–2019  | Tampa Bay Lightning | NHL        | 75  | 6  | 26  | 32  | 28  | 4   | 1 | 1  | 2  | 0  |
| 2019–2020  | Tampa Bay Lightning | NHL        | 70  | 10 | 24  | 34  | 58  | 25  | 3 | 7  | 10 | 26 |
| 2020–2021  | Tampa Bay Lightning | NHL        | 56  | 4  | 26  | 30  | 30  | 23  | 0 | 3  | 3  | 18 |
| 2021–2022  | Tampa Bay Lightning | NHL        | 78  | 7  | 31  | 38  | 59  | 23  | 2 | 8  | 10 | 18 |
| 2022–2023  | Tampa Bay Lightning | NHL        | 79  | 10 | 54  | 64  | 53  | 6   | 1 | 2  | 3  | 16 |
| 2023–2024  | Tampa Bay Lightning | NHL        | 34  | 2  | 17  | 19  | 16  | 2   | 0 | 1  | 1  | 0  |
| 2024–2025  | Utah Hockey Club    | NHL        | 77  | 15 | 38  | 53  | 32  | —   | — | —  | —  | —  |
| NHL totalt | NHL totalt          | NHL totalt | 552 | 63 | 247 | 310 | 314 | 100 | 9 | 25 | 34 | 90 |
| OHL totalt | OHL totalt          | OHL totalt | 117 | 27 | 73  | 100 | 127 | 12  | 3 | 5  | 8  | 18 |

### Internationellt
| Källa: Uppdaterad: 2020-10-23 | Källa: Uppdaterad: 2020-10-23 | Källa: Uppdaterad: 2020-10-23 |         | Utv = Utvisningsminuter | Utv = Utvisningsminuter | Utv = Utvisningsminuter | Utv = Utvisningsminuter | Utv = Utvisningsminuter |
| År                            | Lag                           | Mästerskap                    | Matcher | Mål                     | Assists                 | Poäng                   | Utv                     |                         |
| ----------------------------- | ----------------------------- | ----------------------------- | ------- | ----------------------- | ----------------------- | ----------------------- | ----------------------- | ----------------------- |
| 2013                          | Ryssland                      | EYOWF                         | 3       | 0                       | 8                       | 8                       | 0                       |                         |
| 2015                          | Ryssland                      | U18-VM                        | 5       | 0                       | 0                       | 0                       | 0                       |                         |
| 2016                          | Ryssland                      | U18-VM                        | 5       | 0                       | 0                       | 0                       | 8                       |                         |
| 2017                          | Ryssland                      | JVM                           | 7       | 1                       | 0                       | 1                       | 4                       |                         |
| 2019                          | Ryssland                      | VM                            | 10      | 1                       | 6                       | 7                       | 0                       |                         |
| Junior totalt                 | Junior totalt                 | Junior totalt                 | 20      | 1                       | 8                       | 9                       | 12                      |                         |
| Senior totalt                 | Senior totalt                 | Senior totalt                 | 10      | 1                       | 6                       | 7                       | 0                       |                         |